# Nieświastów (osada)
Nieświastów – osada w Polsce położona w województwie wielkopolskim, w powiecie konińskim, w gminie Kazimierz Biskupi.